# Georges Palante

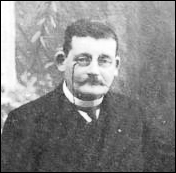
Georges Palante nel 1914

Georges Toussaint Léon Palante (Blangy-les-Arras, 20 novembre 1862 – Hillion, 5 agosto 1925) è stato un sociologo, filosofo e insegnante francese anarco-individualista.

## Biografia
Professore di filosofia al Liceo di Saint-Brieuc per 27 anni, ha contemporaneamente pubblicato decine di articoli di filosofia su riviste specializzate.
Morirà suicida a Hillion il 5 agosto del 1925.

## Il pensiero
Palante arrivò alle conclusioni di Max Stirner partendo dalla lettura di Nietzsche, influenzato anche dalla teoria freudiana della psicoanalisi. Palante denominò "sensibilità individualista" la propria personale reazione alle costrizioni sociali, alle quali, affermava, l'individuo non deve sottomettersi.

Il suo pensiero non afferisce precisamente all'individualismo libertario classico, in quanto Palante non distingue esplicitamente tra società e Stato: 
Nelle sue opere si oppone ai dogmi del marxisti che, ritiene, condurrebbero ad una sorta di "Capitalismo di Stato", proponendo come alternativa l'"Artista", o "Artista dell'eccellenza" che dovrebbe organizzarsi in micro società elettive; una figura somigliante all'"Unico" stirneriano e opposta tanto all'"Uomo di buona volontà" di Kant quanto al principio rousseauiano della "Volontà generale".

## Le opere
La sua opera principale Précis de Sociologie (del 1901) è un attacco al positivismo durkheimiano ancora dominante all'interno dell'Accademia di Francia.
Gli scritti furono divulgati attraverso gli scrittori francesi Louis Guilloux e Jean Grenier, suoi alunni. Nel 1989 il filosofo francese Michel Onfray ha pubblicato un saggio dal titolo Physiologie de Georges Palante, un nietzschéen de gauche (Fisiologia di Georges Palante, un nietzcheiano di sinistra), grazie al quale è stata recuperata la sua memoria e sono state ristampate le sue opere.